# Loughcrew
Loughcrew (in het Iers, Loch Craobh) is een Iers plaatsje nabij Oldcastle in County Meath. Loughcrew is bekend om de megalieten uit 3500 tot 3300 vóór Christus, op de begraafplaatsen bij de top van de  Sliabh na Caillí. 
Loughcrew was de geboorteplaats van Oliver Plunkett, aartsbisschop van Armagh, die vanwege de uitoefening van zijn rooms-katholieke geloof geëxecuteerd werd in 1675. Hij werd heilig verklaard in 1975.